# Liste bekannter Persönlichkeiten des Johanneums Lüneburg
Diese Liste enthält bekannte ehemalige Lehrer und Schüler des Gymnasiums Johanneum in Lüneburg.

## Lehrer
- Lucas Lossius (1508–1582), Lehrer seit 1533, Konrektor 1542 bis 1582
- Caspar Sagittarius (1597–1667), Rektor von 1640 bis 1646
- Georg Raphel (1673–1740), Konrektor ab 1702
- Konrad Arnold Schmid (1716–1789), Rektor von 1746 bis 1761
- Johann Christoph Stockhausen (1725–1784), 1752 Konrektor u. 1761–1767 Rektor
- Ludwig Gottlieb Crome (17420–1794), Rektor von 1783 bis 1794
- Wilhelm Friedrich Volger (1794–1879), Rektor und Begründer des Realgymnasiums (1834)
- Karl Friedrich August Kühns (1808–1888), erster Hauptlehrer der Realklassen 1834–1846
- Julius Hoffmann (1812–1869), Rektor von 1849 bis 1869
- Gustav Lahmeyer (1827–1915), Konrektor 1856–1866
- Rudolf Weynand (1875–1952), Direktor 1919–1923
- Rudolf Lennert (1904–1988), Studienrat 1949–1954
- Dietrich Mack (1913–2001), Direktor 1952–1959
- Arno Schmidt (* 1934), Direktor 1970–1972

## Schüler

### Abitursjahrgänge vor 1800
- Christian Othfar (1609–1660), Theologe, Kirchenlieddichter und Arzt
- Johann Georg Ebeling (1637–1676), Komponist
- Engelbert Kaempfer (1651–1716), Arzt und Forschungsreisender, Schüler von 1668 bis 1670
- Christian Ludwig Kotzebue (1661–1706), Arzt, Leibarzt, Historiker und Genealoge
- Johann Heinrich Büttner (1666–1745 oder 1746), Bibliothekar und Archivar, Leibniz-Korrespondent
- Michael Christoph Brandenburg (getauft 1694–1766), Pastor und Dichter, Schüler vor 1714
- Friedrich Karl von Buri (1702–1767), Jurist und Diplomat, Schüler vor 1721
- Johann Abraham Peter Schulz (1747–1800), Komponist und dänischer Hofkapellmeister im 18. Jahrhundert, Schüler 1759–1764
- Georg Justus Friedrich Noeldecke (1768–1843), Arzt und Schriftsteller

### Abitursjahrgänge 1800 bis 1850
- Daniel Ludwig Wallis (1792–1836), Rechtsanwalt und Notar, Schriftsteller
- Wilhelm Friedrich Volger (1794–1879), Rektor des Johanneums in Lüneburg
- Georg Theodor Meyer (1798–1870), Jurist, Abgeordneter der Frankfurter Nationalversammlung 1848, Abitur 1815
- Christian Wilhelm Lindemann (1798–1867), Jurist, Oberbürgermeister von Lüneburg und Innenminister des Königreichs Hannover, Abitur 1817
- Wilhelm Theodor Kraut (1800–1873), Rechtswissenschaftler und Hochschullehrer (Abitur in Gotha um 1819)
- Ulrich Ludwig Hans von Brockdorff (1806–1875), dänischer Diplomat
- Günther Nicol (1806–1858), Dichter und Jurist
- Georg Gottlieb Schirges (1811–1879), Apotheker, Schriftsteller und Journalist, Abitur 1829
- Christian von Stemann (1816–1882), Jurist und Diplomat
- Rudolf von Bennigsen (1824–1902), liberaler Politiker 19. Jahrhundert, Vorsitzender der Nationalliberalen, Schüler 1833–1838
- Ottokar von Witzendorff (1824–1890), Gutsbesitzer und Landrat, Abitur 1843
- Bernhard Riemann (1826–1866), Mathematiker, Schüler 1842–1846
- Detlev von Bülow (1829–1886), Oberstallmeister
- Georg Keferstein (1831–1907), Oberbürgermeister von Lüneburg
- August Lammers (1831–1892), Politiker und Journalist

### Abitursjahrgänge 1851 bis 1900
- Georg von Cölln (1837–1908), Unternehmer
- Gerhard Hachmann (1838–1904), Präsident der Hamburgischen Bürgerschaft (Abitur 1856)
- Karl Kayser (1843–1910), lutherischer Geistlicher und Kirchenhistoriker, Schüler ab 1857
- Harry Bresslau (1848–1926), Historiker und Diplomatiker, Schüler von 1860 bis 1866
- Carl Peters (1856–1918), umstrittener Kolonialpionier, Schüler von 1870 bis 1872
- Wilhelm Bode (1860–1927), Pastor und Naturschutzpionier, bekannt als der Heidepastor, Abitur 1880
- Hermann von Dassel (1860–1936), Abgeordneter in der Hamburgischen Bürgerschaft und Hamburger
- Hermann Gunkel (1862–1932), Theologe (Alttestamentler), Schüler von 1870 bis 1881
- Heinrich Meldau (1866–1937), Nautik-Professor in Bremen, Abitur 1886
- Hans von Meding (1868–1917), MdR, Abitur 1890
- Adolf Jenckel (1870–1958), Chirurg in Altona und Göttingen
- Hermann Jacobsohn (1879–1933), Sprachwissenschaftler, Abitur 1898

### Abitursjahrgänge 1901 bis 1950
- Henry Heinemann (1883–1958), Tropenmediziner, Abitur 1902
- Ernst Wagemann (1884–1956), Konjunkturforscher und Statistiker, Schüler von 1898 bis 1903
- Theodor Steltzer (1885–1967), Mitglied des Kreisauer Kreises, Ministerpräsident von Schleswig-Holstein 1946–1947, Schüler von 1897 bis 1902
- Iris Runge (1888–1966), Physikerin, Professorin an der Humboldt-Universität zu Berlin, Abitur 1907 als Externe
- Fritz Heinemann (1889–1970), Philosoph, Abitur 1907
- Ernst Schmidt (1892–1975), technischer Thermodynamiker
- Kurt Heinrichs (1894–1971), niedersächsischer Regierungspräsident, Abitur 1912
- Bruno Snell (1894–1986), Altphilologe, Schüler von 1903 bis 1914
- Karl August Wittfogel (1896–1988), Sozialwissenschaftler, Abitur 1914
- Ernst Hagemann (1899–1978), Landschaftsgestalter und Anthroposoph, Abitur 1917
- Alfred Sohn-Rethel (1899–1990), Sozialwissenschaftler und Philosoph, Abitur 1917
- Rudolf Utermöhlen (1906–1982), Theologe und Musikwissenschaftler, Abitur 1925
- Martin Maneke (1909–1998), Pädiater, Abitur 1928
- Helga Einsele (1910–2005), Kriminologin, Gefängnisdirektorin und Strafrechtsreformerin (Abitur 1929 als Helga Hackmann)
- Jean Leppien (1910–1991), Künstler, Schüler von 1920 bis 1929
- Claus von Amsberg (1926–2002), Prinz der Niederlande und Ehemann der niederländischen Königin Beatrix, Abitur 1946
- Niklas Luhmann (1927–1998), Soziologe, Abitur 1946
- Godo Lieberg (1929–2016), deutschbaltischer Klassischer Philologe sowie Ordinarius für lateinische Sprache und Literatur an der Ruhr-Universität Bochum und der Universität Siena

### Abitursjahrgänge 1951 bis 1975
- Rolf Meyn (1930–2013), Grafiker und Maler, Abitur 1951
- Harald Witthöft (1931–2023), Historiker und Hochschullehrer, Abitur 1953
- Hermann Appel (1932–2002), Kraftfahrzeugingenieur und Hochschullehrer, Abitur 1952
- Jürgen Peter Ravens (1932–2012), Zeitungsverleger, Journalist und Autor, Abitur 1952
- Klaus Alpers (1935–2022), Altphilologe, Abitur 1956
- Peter Carls (1937–2020), Paläontologe und Hochschullehrer, Abitur 1957
- Eberhard von Koerber (1938–2017), Unternehmer, Abitur 1958
- Ekkehard Jost (1938–2017), Musikwissenschaftler, Komponist, Abitur 1959
- Uwe Hüffer (1939–2012), Rechtswissenschaftler, Abitur 1959
- Edzard Schmidt-Jortzig (* 1941), Professor für öffentliches Recht an der Universität in Kiel, 1996–1998 Bundesminister der Justiz, Abitur 1961
- Dirk Hansen (* 1942), Bundestagsabgeordneter a. D. und Vizepräsident der Bundeszentrale für politische Bildung, Abitur 1963
- Edmund Gleede (1944–2023), Regisseur und Dramaturg, Abitur 1964
- Herwig Haase (* 1945), Professor für Volkswirtschaftslehre, Politiker, Abitur 1964
- Ulrich Sinn (* 1945), Professor für Klassische Archäologie, Abitur 1965
- Hugo Meyer (1949–2015), Klassischer Archäologe und Kunsthistoriker, Abitur 1969
- Klaus Sühl (* 1951), Politikwissenschaftler und Politiker, Abitur 1970
- Detlef Franke (1952–2007), Ägyptologe, Abitur 1971
- Christhard Hoffmann (* 1952), Historiker und Hochschullehrer, Abitur 1971
- Peter Hoffmann (* 1953), Produzent, Abitur 1973
- Heiner Scholing (* 1953), Politiker, Abitur 1973
- Holger Senne (1953–2013), Jurist und Hochschullehrer, Abitur 1973
- Andreas M. Heinecke (* 1954), Informatiker und Hochschullehrer, Abitur 1973
- Friedhelm Moser (1954–1999), Schriftsteller, Abitur 1973
- Bernd Rother (* 1954), Historiker, Abitur 1973
- Rainer Schmalz (1954–2020), Politikwissenschaftler, Abitur 1973
- Kay Waechter (* 1954), Rechtswissenschaftler und Richter, Abitur 1973
- Jörg Reimers (* 1954), Schauspieler, Abitur 1974
- Manfred Ballmann (* 1955), Pädiater und Pneumologe, Abitur 1973
- Matthias Pulsfort (* 1955), Bauingenieur und Hochschullehrer, Abitur 1973
- Matthias Küntzel (* 1955), Politikwissenschaftler, Abitur 1974
- Ulrich Hagenah (1956–2022), Bibliothekar, Abitur 1975
- Helmut Hoffmann (* 1956), Komiker, Schüler von 1966 bis 1972

### Abitursjahrgänge nach 1975
- Frank Sirocko (* 1957), Geowissenschaftler und Paläoklimatologe, Abitur 1977
- Henrike Lähnemann (* 1968), Professorin an der University of Oxford, Schülerin 1978–81
- Thorsten Müller (* 1974), Rechtswissenschaftler, Energieexperte und Stifter, Abitur 1995
- Pascal Finkenauer (* 1977), Sänger, Abitur 1997
- Anja Noske (* 1986), Ruderin, Abitur 2005
- Matthias Bollwerk (* 1986), Schauspieler und Regisseur, Abitur 2006